# Droite réelle achevée

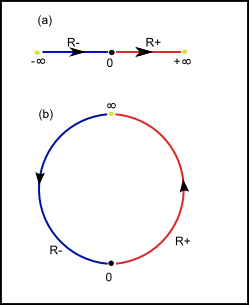
(a) Droite réelle achevée et (b) droite projective réelle obtenue par identification des deux points extrêmaux de la droite réelle achevée

En mathématiques, la droite réelle achevée est l'ensemble ordonné constitué des nombres réels auxquels sont adjoints deux éléments supplémentaires : un plus grand élément, noté +∞ et un plus petit élément, noté –∞. Elle est notée [–∞, +∞], ℝ ∪ {–∞, +∞} ou ℝ (notation toutefois ambiguë, car la barre signifie généralement « complémentaire » en théorie des ensembles, ou « adhérence » en topologie).
Cet ensemble est très utile en analyse, notamment pour généraliser les formules et théorèmes sur les limites sans avoir à effectuer une disjonction des cas, et dans certaines théories de l'intégration.

## Propriétés

### Opérations
L'addition et la multiplication, définies sur l'ensemble des réels, sont partiellement étendues comme suit à la droite achevée.

#### Addition
Pour tout x ∈ ]–∞, +∞], x + (+∞) = +∞.
Pour tout x ∈ [–∞, +∞[, x + (–∞) = –∞.

#### Multiplication
Pour tout x ∈ ℝ :
- x × (+∞) = +∞ si x > 0 et –∞ si x < 0 ;
- x × (–∞) = –∞ si x > 0 et +∞ si x < 0 ;

#### Opérations indéterminées
Il est impossible de munir ℝ d'une structure de groupe dont (ℝ, +) soit un sous-groupe[réf. souhaitée], parce qu'on ne rajoute pas suffisamment d'éléments (voir « Indice d'un sous-groupe »). On préfère donc ne pas définir (+∞) + (–∞).
De même, dans le cadre des calculs de limites, on ne donne aucun sens aux produits ou quotients par 0 de +∞ ou –∞. Cependant, en théorie de la mesure et en analyse convexe, on adopte souvent la convention {\displaystyle 0\times \pm \infty =0}.

#### Récapitulatif
L'addition et la multiplication partiellement étendues à la droite réelle achevée sont résumées dans les tableaux suivants, les cases grisées représentant les formes indéterminées :
| {\displaystyle +}                 | {\displaystyle -\infty } | {\displaystyle y\in \mathbb {R} } | {\displaystyle +\infty } |
| --------------------------------- | ------------------------ | --------------------------------- | ------------------------ |
| {\displaystyle -\infty }          | {\displaystyle -\infty } | {\displaystyle -\infty }          |                          |
| {\displaystyle x\in \mathbb {R} } | {\displaystyle -\infty } | {\displaystyle x+y}               | {\displaystyle +\infty } |
| {\displaystyle +\infty }          |                          | {\displaystyle +\infty }          | {\displaystyle +\infty } |

| {\displaystyle \times }  | {\displaystyle -\infty } | {\displaystyle y<0}       | {\displaystyle 0} | {\displaystyle y>0}       | {\displaystyle +\infty } |
| ------------------------ | ------------------------ | ------------------------- | ----------------- | ------------------------- | ------------------------ |
| {\displaystyle -\infty } | {\displaystyle +\infty } | {\displaystyle +\infty }  |                   | {\displaystyle -\infty }  | {\displaystyle -\infty } |
| {\displaystyle x<0}      | {\displaystyle +\infty } | {\displaystyle x\times y} | {\displaystyle 0} | {\displaystyle x\times y} | {\displaystyle -\infty } |
| {\displaystyle 0}        |                          | {\displaystyle 0}         | {\displaystyle 0} | {\displaystyle 0}         |                          |
| {\displaystyle x>0}      | {\displaystyle -\infty } | {\displaystyle x\times y} | {\displaystyle 0} | {\displaystyle x\times y} | {\displaystyle +\infty } |
| {\displaystyle +\infty } | {\displaystyle -\infty } | {\displaystyle -\infty }  |                   | {\displaystyle +\infty }  | {\displaystyle +\infty } |

### Relation d'ordre
L'ensemble ℝ est muni d'une relation d'ordre, notée ⩽, qui étend la relation d'ordre usuelle sur ℝ. Cette relation est telle que –∞ est le plus petit élément de ℝ et +∞ le plus grand élément.
Ainsi, si {\displaystyle (a,b)\in \mathbb {R} ^{2}}, avec {\displaystyle a\leqslant b} au sens de la relation d'ordre usuelle sur ℝ, on a :
{\displaystyle -\infty \leqslant a\leq b\leqslant +\infty .}
Comme celle sur ℝ, la relation d'ordre usuelle sur ℝ est totale.
La droite réelle achevée est un treillis complet, c'est-à-dire que toute partie de cet ensemble admet une borne supérieure et une borne inférieure, y compris l'ensemble vide ∅ (+∞ est sa borne inférieure et –∞ sa borne supérieure, comme expliqué dans le § « Exemples » de l'article sur les bornes supérieure et inférieure).

### Métriques et topologie
L'ordre sur ℝ induit une topologie de l'ordre : une base d'ouverts est constituée des intervalles de la forme ]a, +∞] ou [–∞, b[ ou ]a, b[ avec a et b réels. La topologie induite sur ℝ par cette topologie sur ℝ est donc la topologie de l'ordre de ℝ, c'est-à-dire sa topologie usuelle. Autrement dit : les voisinages dans ℝ d'un réel x sont les mêmes que ceux définis par la topologie usuelle sur ℝ, augmentés éventuellement de –∞ et/ou de +∞.
Tout point de ℝ possède une base de voisinages dénombrable. Par exemple :
- les intervalles ]n, +∞] avec n entier (ou entier positif) forment une base de voisinages de +∞ ;
- les intervalles [–∞, n[ avec n entier (ou entier négatif) forment une base de voisinages de –∞ ;
- pour tout réel x, les intervalles ]x – 1/n, x + 1/n[ avec n entier strictement positif forment une base de voisinages de x.

L'espace topologique ℝ est même métrisable, mais aucune distance ne s'impose naturellement plus qu'une autre ; en particulier, il n'existe sur ℝ aucune distance continue qui soit une extension de la distance usuelle sur ℝ.
Parmi les distances induisant la topologie de ℝ, on peut citer :
- {\displaystyle d'(x,y)=|\arctan y-\arctan x|}, en comptant {\displaystyle \arctan \pm \infty =\pm \pi /2}
- {\displaystyle d'(x,y)=|\tanh y-\tanh x|}, en comptant {\displaystyle \tanh \pm \infty =\pm 1}

En effet, l'application arctan (resp.respectivement tanh) est un isomorphisme d'ensembles ordonnés de ℝ dans ]–π/2, π/2[ (resp. dans ]–1, 1[), donc se prolonge en un isomorphisme d'ensembles ordonnés de ℝ dans [–π/2, π/2] (resp. dans [–1, 1]), qui est par conséquent un homéomorphisme entre les topologies associées à ces ordres.
Ces homéomorphismes montrent aussi que ℝ est compact.